# Hatussao
Hatussao (Hatusao) ist eine osttimoresische Aldeia im Suco Horai-Quic (Verwaltungsamt Maubisse, Gemeinde Ainaro). 2015 lebten in der Aldeia 195 Menschen.

## Geographie
Die Aldeia Hatussao liegt in der Mitte des Sucos Horai-Quic. Östlich befindet sich die Aldeia Cartolo, westlich die Aldeia Gourema. Im Norden grenzt Hatussao an den Suco Maubisse und im Süden an den zum Verwaltungsamt Hatu-Builico gehörenden Suco Mulo. Die Nordgrenze bildet zum Teil der Colihuno, ein Nebenfluss des Carauluns, der im Norden der Aldeia seinen Ursprung hat. Die Besiedlung besteht aus weit voneinander verstreut liegenden Häusern, die das Dorf Hatussao bilden. Das Ortszentrum befindet sich im Norden der Aldeia. Ganz Hatussao liegt auf einer Meereshöhe von über 1500 m, im Süden sogar über 2000 m.